# Avaliação 360 graus

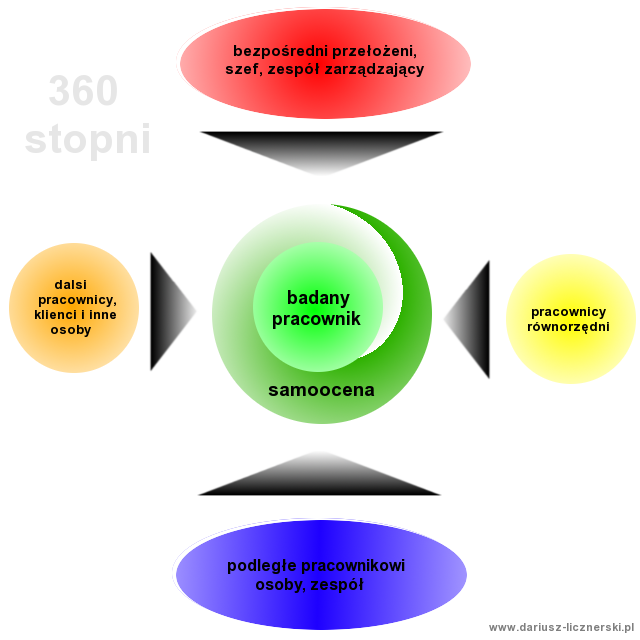
Feedback de 360 graus

A Avaliação 360º (graus), também conhecida como feedback 360º, é uma ferramenta de avaliação de desempenho que permite a avaliação do funcionário por todos a sua volta, como superiores, subordinados, prestadores de serviços, clientes, e pelo próprio avaliado. Esse método, muito utilizado pelas empresas, tem como propósito compreender as deficiências do funcionário e auxiliar na evolução de suas competências fundamentais, sendo uma importante ferramenta da gestão estratégica de pessoas. A avaliação 360º tem sido implementada em um número crescente de empresas americanas nos últimos anos, contando com uma variedade de metas de melhorias individuais e organizacionais.

## Contexto Histórico[2]
A primeira utilização dessa ferramenta de avaliação foi durante a Segunda Guerra Mundial através das forças armadas da Alemanha. Apesar de não ter esse nome, o conceito era similar: os soldados eram avaliados uns pelos outros, por supervisores e por seus subordinados para prover informações, indicações e sugestões sobre como melhorar seu desempenho.
Os militares dos EUA utilizaram um conceito de avaliação de desempenho parecido durante a Primeira Guerra Mundial, a diferença era que não apresentava as participações dos subordinados.

## Processo para implementação da avaliação 360º na empresa[3]
- É necessário definir as competências que a empresa pretende seguir;
- Treinamento do quadro de funcionários para que todos, sem exceção, saibam se auto-avaliar e avaliar os outros funcionários e também para que os gestores saibam como lidar com o feedback da equipe;
- Deixar claro para os colaboradores a necessidade da confidencialidade das informações contidas na avaliação 360 graus;
- Planejamento de formulário, não extenso e imparcial, que não direcione o funcionário a uma determinada resposta;
- Avaliar as respostas obtidas do formulário e reunir todas as percepções dos avaliadores;
- Feedbacks assertivos para que os colaboradores saibam onde estão suas dificuldades e agirem sobre estas.

## Vantagens X Desvantagens[4]
Vantagens:
- Concede ao funcionário uma visão mais ampla de seu próprio desenvolvimento;
- Uso de múltiplas análises, trazendo uma probabilidade maior de alcançar todos os aspectos do comportamento do funcionário avaliado;
- Utilizando-se das opiniões de colegas, clientes e subordinados, as organizações almejam dar a cada funcionário um sentimento maior de participação nesse processo de avaliação e conquistar uma interpretação mais precisa do desempenho dos colaboradores.

Desvantagens:
- Determinadas empresas por questões de economia não habilitam os seus avaliadores sobre como realizar as críticas construtivas;
- Outras dificuldades abrangem a permissão para os funcionários indicarem os colegas e subordinados que realizarão a avaliação, o que pode influenciar nos resultados;[5]
- A dificuldade de compor as possíveis incoerências entre os grupos de avaliações.
- A intangibilidade do empregado em saber qual é a alçada do seu chefe no meio organizacional, tendo como consequência uma visão negativa das suas atitudes e dos poderes do supervisor.